# Phanogomphus
Phanogomphus – rodzaj ważek z rodziny gadziogłówkowatych (Gomphidae).

## Zasięg występowania
Rodzaj obejmuje gatunki występujące w Ameryce Północnej (Kanada, USA, skrajnie północno-wschodni Meksyk).

## Morfologia
Ważki tego rodzaju są średniej wielkości i smukłej budowy ciała. U samców małe lub średniej wielkości maczugowate zgrubienia w końcowej części odwłoka (segmenty S8 i S9), prawie nieobecne u samic. Wszystkie gatunki mają żółte plamy na tychże zgrubieniach i żółte znaczenia na grzbiecie na większości segmentów odwłoka, a także brązowawy tułów z dwoma żółtymi paskami bocznymi. 

## Systematyka
Takson ten wprowadził w 1986 roku Frank Louis Carle jako podrodzaj rodzaju Gomphus. Jako gatunek typowy wyznaczył Gomphus minutus. W 2017 roku, w oparciu o badania filogenetyczne, Phanogomphus i trzy inne podrodzaje rodzaju Gomphus (Stenogomphurus, Gomphurus i Hylogomphus) podniesiono do rangi rodzaju. Obecnie do Phanogomphus zaliczanych jest 17 gatunków.

### Podział systematyczny
Do rodzaju należą następujące gatunki:
- Phanogomphus australis (Needham, 1897)
- Phanogomphus borealis (Needham, 1901)
- Phanogomphus cavillaris (Needham, 1902)
- Phanogomphus descriptus (Banks, 1896)
- Phanogomphus diminutus (Needham, 1950)
- Phanogomphus exilis (Selys, 1854)
- Phanogomphus graslinellus (Walsh, 1862)
- Phanogomphus hodgesi (Needham, 1950)
- Phanogomphus kurilis (Hagen in Selys, 1858)
- Phanogomphus lividus (Selys, 1854)
- Phanogomphus militaris (Hagen in Selys, 1858)
- Phanogomphus minutus (Rambur, 1842)
- Phanogomphus oklahomensis (Pritchard, 1935)
- Phanogomphus quadricolor (Walsh, 1863)
- Phanogomphus sandrius (Tennessen, 1983)
- Phanogomphus spicatus (Hagen in Selys, 1854)
- Phanogomphus westfalli (Carle & May, 1987)